# نورمان إيلدر
نورمان إيلدر هو فارس ‏ كندي، ولد في 12 أغسطس 1939 في تورونتو في كندا، وتوفي في 15 أكتوبر 2003.

## روابط خارجية
- نورمان إيلدر على موقع أوليمبيديا (الإنجليزية)
- نورمان إيلدر على موقع اللجنة الأولمبية الكندية (الإنجليزية)